# Lobelia telekii
Lobelia telekii är en klockväxtart som beskrevs av Georg August Schweinfurth. Lobelia telekii ingår i släktet lobelior, och familjen klockväxter. Inga underarter finns listade i Catalogue of Life.

## Bildgalleri

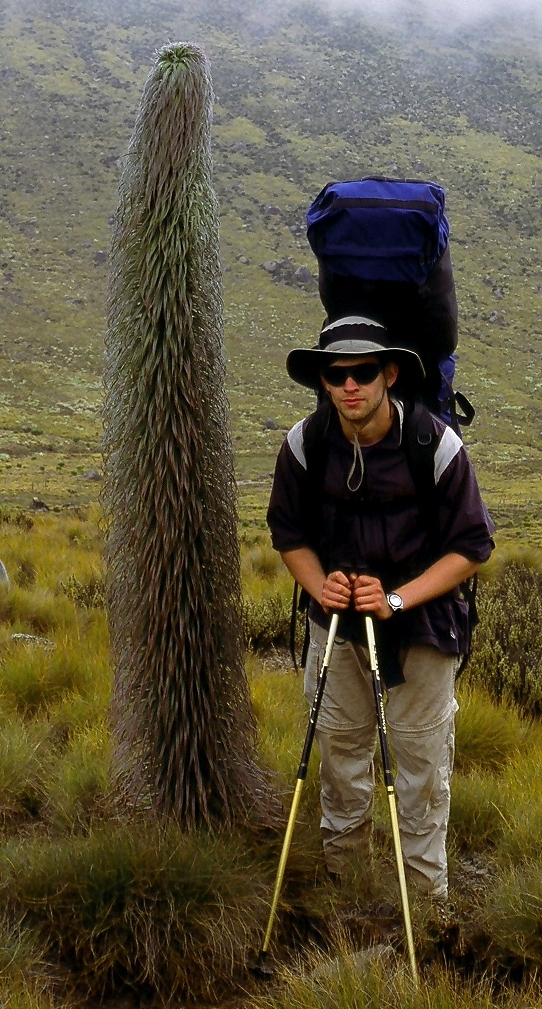
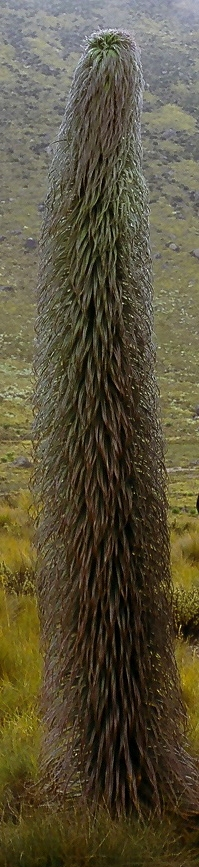
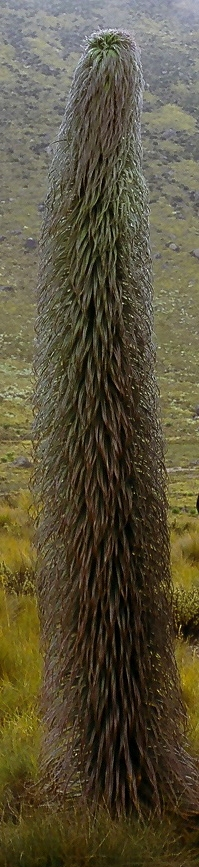